# Joseph P. Newsham

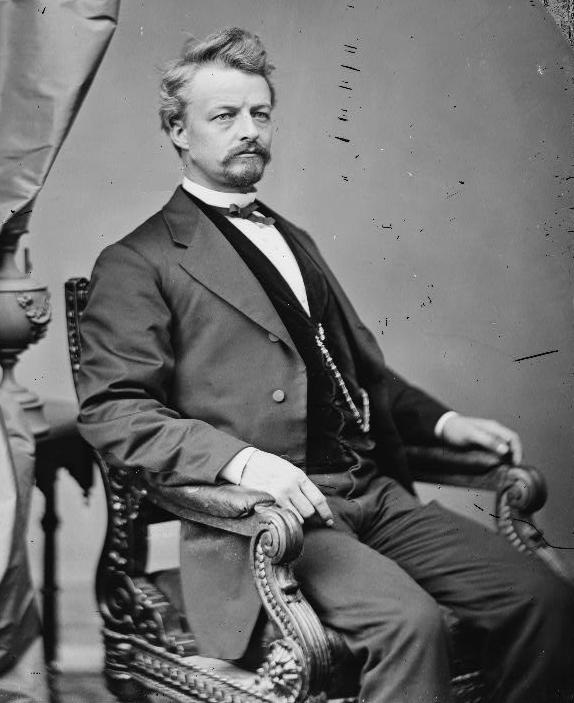
Joseph P. Newsham

Joseph Parkinson Newsham (* 24. Mai 1837 in Preston, England; † 22. Oktober 1919 in St. Francisville, Louisiana) war ein US-amerikanischer Politiker. Zwischen 1868 und 1871 vertrat er zweimal den Bundesstaat Louisiana im US-Repräsentantenhaus.

## Werdegang
Bereits im Jahr 1839 kam Joseph Newsham mit seinen Eltern in die Vereinigten Staaten, wo sich die Familie im Monroe County in Illinois niederließ. Nach der Grundschule arbeitete Newsham zwei Jahre lang für ein Handelsunternehmen. Nach einem anschließenden Jurastudium und seiner im Jahr 1860 erfolgten Zulassung als Rechtsanwalt begann er in Edwardsville in seinem neuen Beruf zu  arbeiten. Während des Bürgerkrieges diente er bis zu einer Verwundung am 4. Juli 1864 in der Armee der Union. Im Jahr 1864 zog er nach Donaldsville im damals von Unionstruppen besetzen Staat Louisiana. Dort wurde er Gerichtsdiener am Bezirksgericht im Ascension Parish. Nachdem er 1865 auch in Louisiana als Anwalt zugelassen worden war, begann er in Donaldsville zu praktizieren. Zwei Jahre später zog er nach St. Francisville.
Politisch wurde Newsham Mitglied der Republikanischen Partei. In den Jahren 1867 und 1868 war er Delegierter auf Versammlungen zur Überarbeitung der Verfassung von Louisiana. Nach der Wiederaufnahme des Staates in die Union wurde er im dritten Wahlbezirk von Louisiana in das US-Repräsentantenhaus in Washington, D.C. gewählt, wo er am 18. Juli 1868 sein neues Mandat antrat. Bis zum 3. März 1869 beendete er die laufende Legislaturperiode im Kongress. Im Jahr 1869 gründete Newsham die Zeitung „Feliciana Republican“ und im Jahr 1870 wurde er nach einer Wahlanfechtung im vierten Distrikt von Louisiana erneut ins US-Repräsentantenhaus gewählt. Dort beendete er zwischen dem 23. Mai 1870 und dem 3. März 1871 die laufende Legislaturperiode. Im Jahr 1870 verzichtete er auf eine weitere Kandidatur.
In den folgenden Jahren bis 1913 arbeitete Joseph Newsham als Pflanzer und Kaufmann in St. Francisville. Danach zog er sich in den Ruhestand zurück. Er starb am 22. Oktober 1919.